# 豊橋公園前停留場

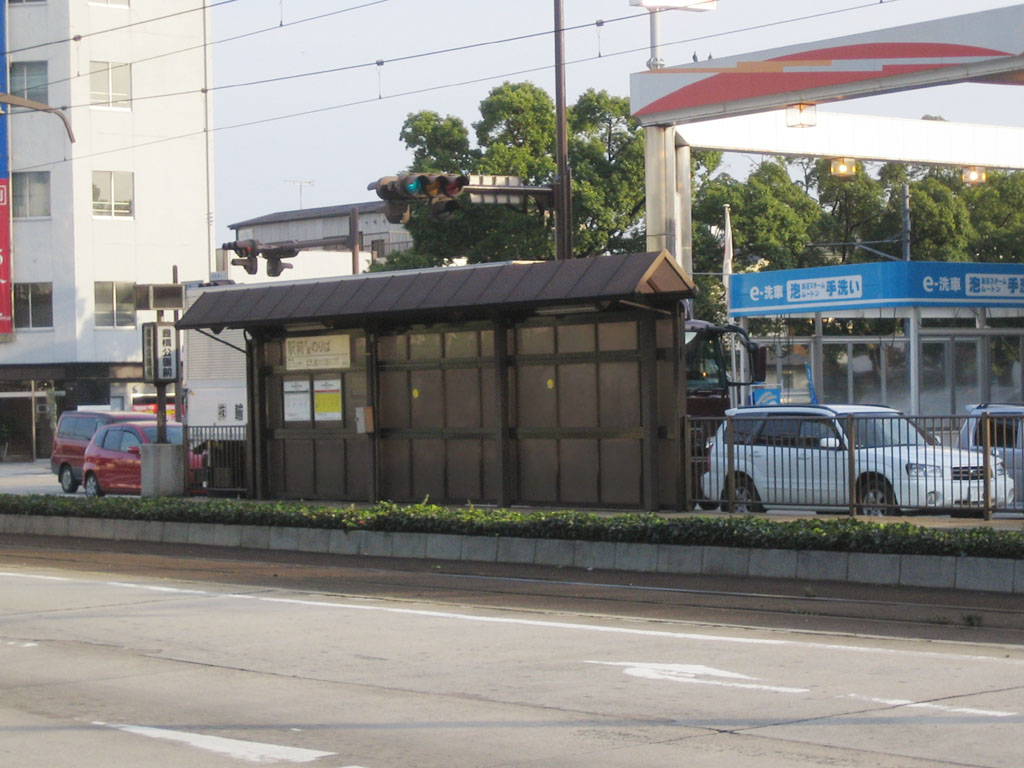
駅前停留場行ホーム

豊橋公園前停留場（とよはしこうえんまえていりゅうじょう）は、愛知県豊橋市八町通4丁目にある豊橋鉄道東田本線の停留場（電停）である。停留場番号は6。

## 歴史
- 1927年（昭和2年）頃：練兵場前停留場として開業。
- この間（時期不明）：練兵場前停留場廃止。
- 1950年（昭和25年）頃：戦災復興の複線化計画に伴い、球場前駅として再開業。
- 1963年（昭和38年）9月：体育館前駅に改称。
- 1996年（平成8年）6月：豊橋公園前に改称。

## 停留場構造
相対式の上屋付き安全地帯2面2線を持つ。国道1号との併用軌道上にあり、上下線の安全地帯は交差点を挟んで離れた場所にある。

## 停留場周辺
- 豊橋公園
  - 山田宗徧邸址（石碑）（茶の湯の千宗旦四天王）
  - 吉田城（豊橋城）
  - 豊橋市美術博物館
  - 豊橋球場 - 豊橋市民球場（当停留場より東へ約3.5キロメートル）の略称ではない。
  - 豊橋陸上競技場
- 豊橋ハリストス正教会
- 安久美神戸神明社（豊橋神明社）
- 豊橋閣日進禅寺
- 吉田山龍拈寺
- 八町通り（豊橋市）
- 市電通り（豊橋市）
- くすの木通り（豊橋市）
- 豊橋信用金庫 東支店

## 隣の停留場
豊橋鉄道
■東田本線
市役所前停留場 (5) - 豊橋公園前停留場 (6) - 東八町停留場 (7)